# LIVE IN KUMAMOTO / CD
『LIVE IN KUMAMOTO / CD』は、RYUZが2001年3月10日にリリースした3枚目のライブ・アルバムのタイトルである。

## 解説
- RYUZ名義で発売したライブ・アルバム。
- CDとDVDのセットとなっている。

## 収録曲
| #  | タイトル          | 作詞     | 作曲     | 編曲     |
| -- | ----------------- | -------- | -------- | -------- |
| 1. | 「マーベラス」    | 笠浩二   | 笠浩二   | 安保亮   |
| 2. | 「TIME IS MONEY」 | 丸岡浩司 | 丸岡浩司 | 丸岡浩司 |
| 3. | 「ドラムソロ」    |          |          |          |
| 4. | 「君に」          | 丸岡浩司 | 丸岡浩司 | 丸岡浩司 |
| 5. | 「ねぇ」          | katsu    | katsu    | 笠浩二   |

## 楽曲解説
1. マーベラス
  - アルバムMARVELOUS収録
2. TIME IS MONEY
  - アルバムWing Heart収録
3. ドラムソロ
4. 君に
  - アルバムWing Heart収録
5. ねぇ
  - アルバムWing Heart収録